# Phradis interstitialis
Phradis interstitialis är en stekelart som först beskrevs av Thomson 1889.  Phradis interstitialis ingår i släktet Phradis och familjen brokparasitsteklar. Arten är reproducerande i Sverige. Inga underarter finns listade i Catalogue of Life.